# Селник (Лудбрег)
Селник је насељено место у саставу града Лудбрега у Вараждинској жупанији, Хрватска. До територијалне реорганизације у Хрватској налазио се у саставу старе општине Лудбрег.

## Становништво
На попису становништва 2011. године, Селник је имао 844 становника.

## Попис1991.
На попису становништва 1991. године, насељено место Селник је имало 900 становника, следећег националног састава:
| Попис 1991.‍  | Попис 1991.‍  | Попис 1991.‍ | Попис 1991.‍ | Попис 1991.‍ |
| ------------ | ------------ | ----------- | ----------- | ----------- |
|              |              |             |             |             |
| Хрвати       | Хрвати       |             | 885         | 98,33%      |
| Срби         | Срби         |             | 4           | 0,44%       |
| Албанци      | Албанци      |             | 1           | 0,11%       |
| Словенци     | Словенци     |             | 1           | 0,11%       |
| остали       | остали       |             | 1           | 0,11%       |
| неопредељени | неопредељени |             | 6           | 0,66%       |
| непознато    | непознато    |             | 2           | 0,22%       |
| укупно: 900  |              |             |             |             |